# Antonio Codorniú
Antonio Codorniú (Barcelona, 11 de mayo de 1688 - Ferrara, 9 de julio de 1770), filósofo y escritor jesuita español, al que Marcelino Menéndez Pelayo llamó "el Gracián del siglo XVIII".

## Biografía
A los veinte años ingresó en la provincia de Aragón de la Compañía de Jesús y profesó el 15 de agosto de 1736. Enseñó Filosofía en el Colegio de Barcelona y Teología en el de Gerona; fue examinador sinodal de unas cuantas diócesis, miembro de la Academia del Buen Gusto de Zaragoza y persona muy próxima al círculo intelectual creado por José Finestres en la Universidad de Cervera. Fernando VI lo comisionó para reunir todos los documentos relativos a la historia civil y eclesiástica de la diócesis de Gerona. Emigrado a Italia por el decreto de expulsión de los jesuitas en 1767, murió en Ferrara el 9 de julio de 1770.
Como pensador se decantó por el eclecticismo. Escribió un Cursus Philosophicus (1736). Animado por el padre Benito Jerónimo Feijoo, quiere precaver a los jóvenes del peligro de caer en el escepticismo o pirronismo que, por entonces, empezaba a hacer estragos entre los ilustrados. Para ello escribió Dolencias de la crítica, que para precaución de la estudiosa juventud expone... y dirige al... P. Feijoo... (1760). Se muestra todavía incapaz de abandonar el pensamiento aristocrático sobre el que se apoya la formación humana que imparten en los colegios jesuitas. Redactó un Índice de Filosofía moral cristiano-política, dirigido a los Nobles de nacimiento y de espíritu (1746) en el que conscientemente, según Francisco Aguilar Piñal, "expone una ética basada en el concepto de honor y en la conciencia de ser miembro de una clase nacida para mandar. Una idea de ciudadano o de hombre de bien no entra en el horizonte mental de este jesuita".

## Obras
- Apuntamientos y copias que ha hecho el P. Antonio Codorníu, de la Compañía de Jesús, de los documentos concernientes a la Historia eclesiástica de España que ha hallado en varias Bibliotecas del Principado de Cataluña. Ms.
- Cursus Philosophicus. Ms. 3 vols.
- Desagravio de los autores y facultades que ofende el Barbadiño en su obra «Verdadero método de estudiar». según la traducción castellana del todo conforme con el original portugués. Barcelona: Angela Martí, 1764.
- Dolencias de la crítica que para precaución de la estudiosa juventud expone a la docta madura edad y dirige al muy ilustre Sr. D. Fray Benito Geronimo Feijoo. Gerona: Antonio Oliva, 1760.
- El buen soldado de Dios y del Rey, armado de un catecismo y seis pláticas, que contiene sus principales obligaciones y dedicado al glorioso apóstol Santiago patrón de España. Barcelona: Angela Martí, 1766.
- El Ministro de Jesu-Christo theologicamente delineado sobre el capítulo cuarto de la primera del apóstol a los corintios. Barcelona: María Ángela Martí, Viuda, 1765.
- El predicador evangélico, breve methodo de predicar la palabra de Dios en arte y espíritu. Gerona: J. Bro, 1740;: segunda edición Vich: José Trullás, 1847, reimpresa en Vich: Soler Hnos, 1858.
- Examen de las que quieren ser monjas, utilissimo a las que ya lo son. Barcelona: Viuda de Martí, 1763, reimpresa tres veces en el siglo XIX: Gerona: Antonio Oliva, 1825; Gerona: J. F. Ferrer, 1830 y Gerona: Tip. Católica, 1877.
- Histórica enarratio in Psalmos. (Tenía escrito hasta el salmo 70 al tiempo del destierro en 1767, y volvió a comenzar el trabajo por no haber llevado consigo los papeles). Ms.
- Índice de la philosophia moral, cristiano política, dirigida a los nobles de nacimiento y espíritu. Gerona: Jaime Bro, 1746; segunda edición Gerona: Antonio Oliva, 1753; tercera Madrid: Joaquín Ibarra, 1780.
- Instrucción cristiana y política cortesanía con Dios y con los hombres. Gerona: J. Bro, 1740.
- Oración fúnebre en las exequias de Lorenzo de Taranco, obispo de Gerona. Gerona: Oliva, 1756.
- Práctica de la palabra de Dios en varios sermones panegíricos. Gerona: Antonio Oliva, 1753, 2 vols, reimpresa en Barcelona: Pablo Nadal, 1756. 2 vols.
- Tractatus aliquot theologici. Ms. 5 vols.
- Vida del Ilmo. y venerable Sr. D. Raymundo de Marymon y de Corbera, obispo de Vich. Barcelona: Viuda de Martí, 1763.